# NGC 301
NGC 301 è una galassia a spirale situata nella costellazione della Balena a una distanza di circa 300 milioni di anni luce dal Sistema solare.
Fu scoperta nel 1886 da Frank Muller.